# ʿAlī ibn ʾAbī Ṭālib
ʿAlī ibn ʾAbī Ṭālib (in arabo علي بن أبي طالب‎?, ʿAlī ibn ʾAbī Ṭālib; La Mecca, 17 marzo 599 – Kufa, 29 gennaio 661) è stato cugino e genero del profeta dell'Islam Maometto, avendone sposato la figlia Fāṭima nel 622. Divenne nel 656 il quarto califfo dell'Islam ed è considerato dallo sciismo il suo primo Imam.

Calligrafia di ʿAlī come tigre di Dio

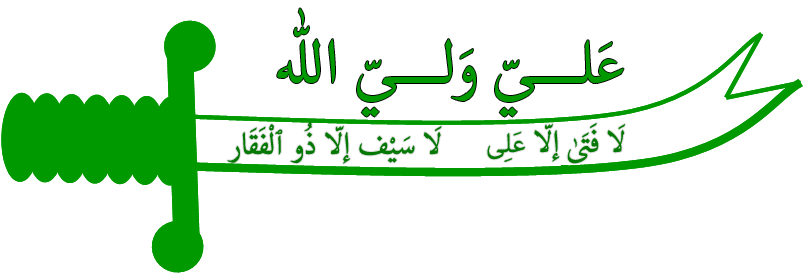
Dhū l-Fiqār

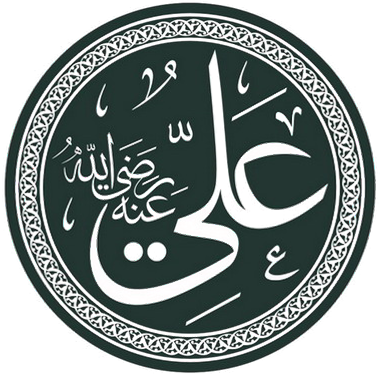
Calligrafia del nome di ʿAlī, principale riferimento dello sciismo in tutte le sue varianti.

Secondo gli sciiti avrebbe dovuto essere il successore di Maometto, tenendo conto delle frasi pronunciate dal Profeta al Ghadir Khumm, ma sarebbe stato scalzato dai tre califfi: Abū Bakr (632-634), ʿOmar ibn al-Khaṭṭāb (634-644) e ʿUthmān ibn ʿAffān (644-656).
Il padre di ʿAlī, Abū Ṭālib, fratello germano di ʿAbd Allāh, padre di Maometto, era un importante membro della potente tribù meccana dei Banū Quraysh, ancorché di modesta condizione economica, ed era quindi zio paterno di Maometto. Quest'ultimo, rimasto ben presto orfano, venne preso fin da bambino in casa sua di Abū Ṭālib.
Una volta sposatosi con Khadīja, Maometto prese con sé in casa il giovanissimo figlio di Abū Ṭālib, ʿAlī, per alleviare le difficoltà economiche che in quel momento stava patendo lo zio. Da quel momento in poi i due cugini vissero sotto lo stesso tetto e, dopo il matrimonio di ʿAlī con la figlia di Maometto, Fāṭima, comunque a strettissimo contatto fino alla morte del Profeta nel 632.

## Adesione all'Islam
ʿAlī aderì alla causa dell'Islam fin dal periodo giovanile (secondo gli sciiti fu il primo uomo a farlo, anche se per la sua età impubere si ricorda come primo uomo adulto l'amico e coetaneo del Profeta, Abū Bakr, mentre la prima persona in assoluto rimane pur sempre Khadīja bt. Khuwaylid, moglie di Maometto).

ʿAlī sposò Fāṭima, figlia di suo cugino Maometto, e fu il padre dei figli che ella dette alla luce, al-Ḥasan e al-Ḥusayn, considerati secondo e terzo Imām dagli sciiti, mentre da un'altra donna, Khawla, della tribù dei Banū Ḥanīfa, ebbe Muḥammad, detto per questo anche Muḥammad ibn al-Ḥanafiyya, invece del più corretto Muḥammad ibn ʿAlī.
Partecipò con grande coraggio e valore a tutti i fatti militari dell'Islam, salvo che alla spedizione di Tabūk, quando il Profeta lo lasciò come suo rappresentante a Medina. Nel corso della battaglia di Uḥud il Profeta gli affidò la sua spada personale a due punte, Dhū l-Faqār (Quella che discrimina), che (secondo una delle varie tradizioni) il comune nonno, ʿAbd al-Muṭṭalib b. Hāshim, aveva rinvenuto nel pozzo contenuto all'interno della Kaʿba. Secondo una tradizione sciita, ʿAlī l'avrebbe maneggiata con destrezza e con essa avrebbe tagliato letteralmente in due, dalla testa all'inguine, un coreiscita pagano che gli si era parato davanti. Al che il Profeta avrebbe esclamato, secondo lo storico-annalista Ṭabarī: “Non v'è spada come Dhū l-Faqār e non v'è campione come ʿAlī!” (wa-lā sayf illā Dhū l-Faqār wa-lā fatā illā ʿAlī), motto sovente inciso su varie lame islamiche.

## Gli anni successivi alla morte del Profeta

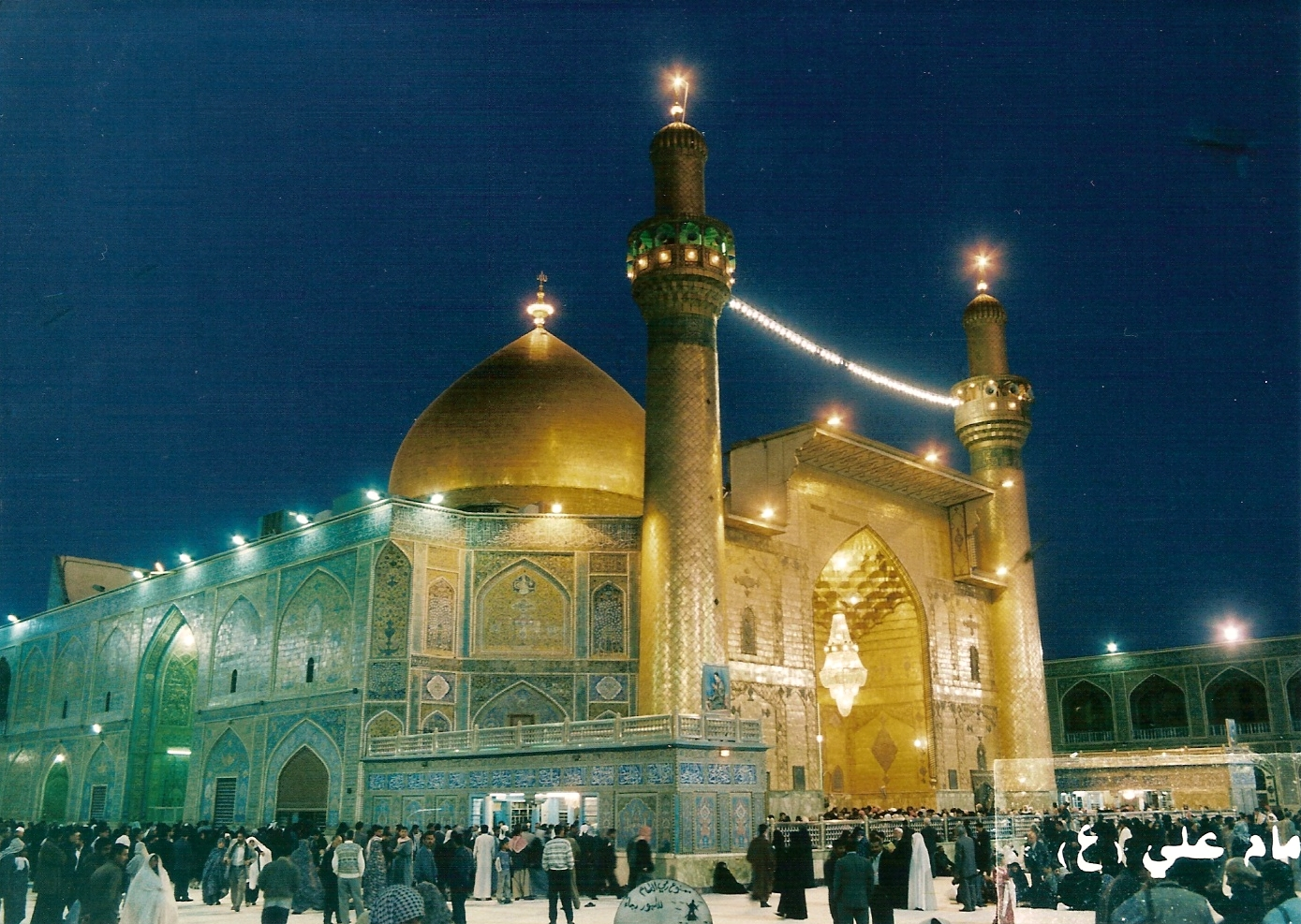
La moschea in cui si conserva la tomba di ʿAlī ibn Abī Ṭālib a Najaf (Iraq)

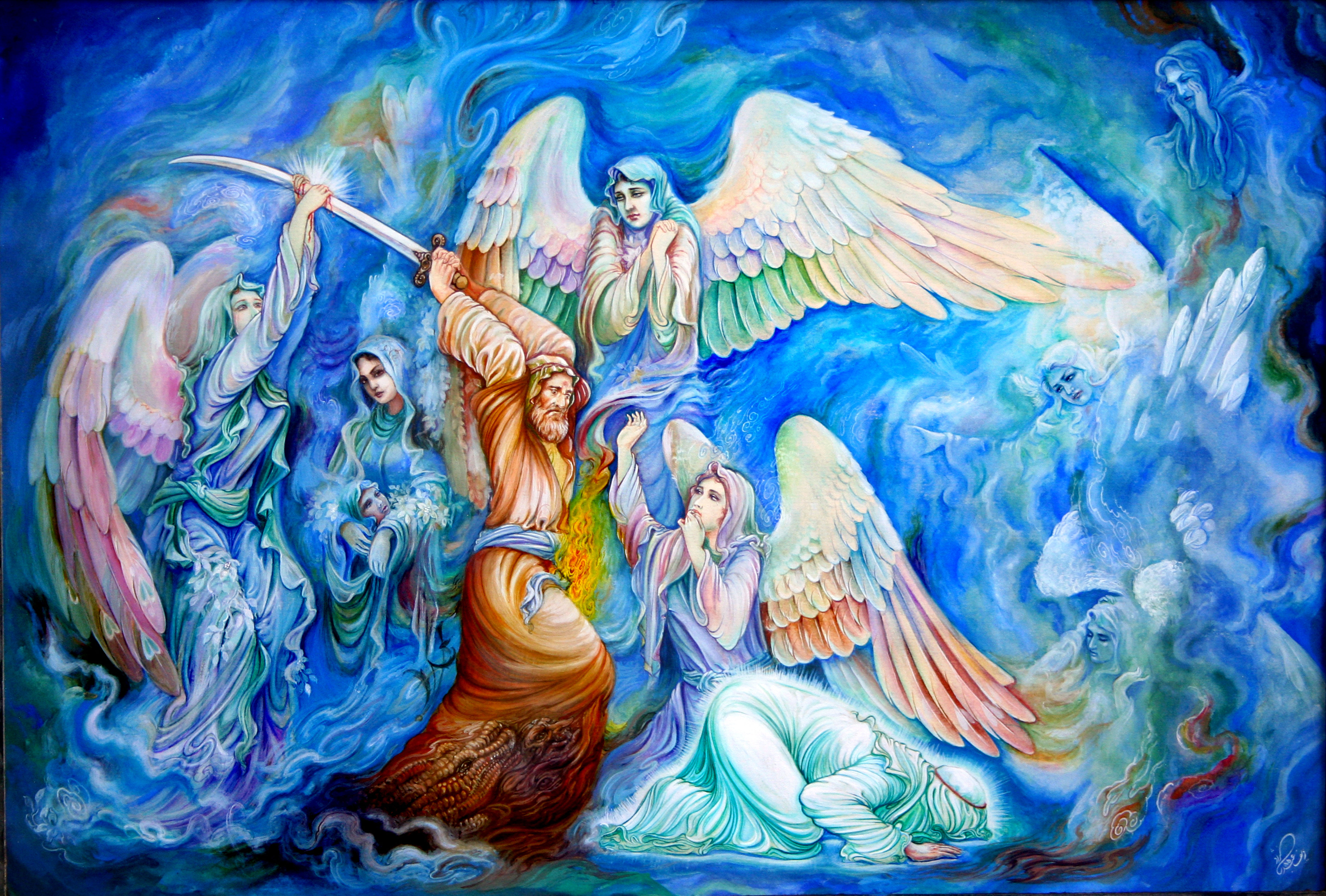
Martirio dell'Imam Ali - Di Yousef Abdinejad

Alla morte di Maometto (632), come parente agnatizio più prossimo, fu lui ad occuparsi del pietoso rito del lavacro del cadavere di Maometto al momento della sua inumazione, nella stessa stanza in cui il Profeta viveva (vedi sepoltura di Maometto a Medina). Per questo motivo egli non fu presente alla riunione che designò Abū Bakr a primo Califfo nella successione al Profeta. Egli non riconobbe la validità di questa designazione fino ad una riconciliazione avvenuta sei mesi più tardi.
Partecipò con grande coraggio e valore a tutti i fatti militari dell'Islam e divenne Califfo per acclamazione dopo l'assassinio del suo predecessore ʿUthmān. Dovette però affrontare assai presto l'opposizione di due Compagni del Profeta, Ṭalḥa b. ʿUbayd Allāh e al-Zubayr b. al-ʿAwwām, che inizialmente avevano riconosciuto la sua designazione. Essi, alleatisi con la vedova del Profeta, ʿĀʾisha bt. Abī Bakr, si ribellarono apertamente ad ʿAlī e si scontrarono con lui nella cosiddetta battaglia del Cammello (656), avvenuta nei pressi di Bassora, in Iraq, nella quale trovarono ambedue la morte. ʿĀʾisha, in seguito alla sconfitta, fu costretta a ritirarsi a vita privata.

## La rivolta di Mu'awiya ibn Abi Sufyan
Vi fu poi lo scontro assai più duro e gravido di conseguenze con il governatore della Siria, Muʿāwiya b. Abī Sufyān. Questi, in nome del diritto consuetudinario, reclamava si facesse piena luce sulle circostanze che avevano portato alla morte di ʿUthmān, suo parente prossimo, e che si punissero di conseguenza i responsabili del misfatto. In realtà egli reagiva alla propria rimozione dalla carica di governatore disposta da ʿAlī non appena divenuto Califfo.
L'esercito di ʿAlī si scontrò con i seguaci di Muʿāwiya b. Abī Sufyān nella Battaglia di Siffin, sull'Eufrate (657), ma il governatore ribelle, quando si avvide d'essere prossimo alla sconfitta, si appellò al Corano ed ʿAlī, pressato da una parte dei suoi uomini, dovette acconsentire ad un arbitrato. Questo portò alla nascita del movimento ereticale del kharijismo. I kharigiti contestavano sia Muʿāwiya, reo di essersi ribellato al legittimo Califfo, sia ʿAlī, reo di aver accettato un arbitrato col ribelle nonostante la certezza dei suoi diritti.
L'arbitrato svoltosi a Adhruh, in Transgiordania, fu viziato da astuzie e sotterfugi, e giunse soltanto a dichiarare "ingiusta" la morte del terzo califfo, configurandola non già come un atto di giustizia nel superiore interesse dell'Islam ma come vero e proprio assassinio, passibile di morte, come previsto dalle specifiche norme coraniche che prevedono una simile punizione per gli omicidi, gli apostati e gli adulteri conclamati.
È invece leggenda che un altro arbitrato (svoltosi poco dopo a Dūmat al-Jandal, ai confini del deserto siro-arabico) assegnasse il califfato a Muʿāwiya per la semplice ragione che questi non poteva vantare alcun diritto alla suprema magistratura islamica, mentre si dice che grazie a un artificio di ʿAmr ibn al-ʿĀṣ (arbitro di parte di Muʿāwiya) si dichiarasse nulla l'elezione a califfo di ʿAlī, avvenuta in modo del tutto irrituale, per poter procedere a una consultazione meno viziata da violenze.
L'inaffidabilità d'una tale tradizione sta nel fatto che mai ʿAlī incaricò il suo arbitro di discutere della legittimità del titolo califfale ricevuto il giorno stesso dell'omicidio del suo predecessore.
Di fatto nessuno riconobbe Muʿāwiya califfo (salvo forse qualche suo fedele seguace a Damasco e in Siria) fintanto almeno che ʿAlī operò a Kufa, in Iraq, dove il califfo aveva spostato la capitale, abbandonando l'insicura Medina.

## Morte
Prima di lanciarsi nuovamente contro il ribelle Muʿāwiya, ʿAlī dovette affrontare la rivolta aperta dei kharigiti. Li affrontò in battaglia a Nahrawān (658) facendone strage, ma nel 661 fu ucciso dalla loro vendetta. Uno di essi, Ibn Muljam, lo colpì alla testa con una spada intinta nel veleno mentre egli entrava nella moschea di Kufa per guidare la preghiera del mattino. Prima di morire, una tradizione sciita afferma che ʿAlī avrebbe nominato suo successore il suo primogenito al-Ḥasan b. ʿAlī ma questa tradizione viene ovviamente smentita dalle fonti sunnite.
Il suo corpo fu inumato in una località segreta per evitare profanazioni da parte dei suoi nemici. Solo dopo molti anni, al tempo del califfo abbaside Hārūn al-Rashīd, la sua sepoltura sarebbe stata scoperta a Najaf, nei pressi di Kufa. In seguito a tale rinvenimento, a causa delle grande devozione goduta da ʿAlī nel mondo musulmano in generale e sciita in particolare, Najaf divenne la più importante città santa per lo Sciismo, dopo Mecca e Medina, e residenza della massima autorità religiosa sciita d'Iraq e, nei secoli, luogo preferito di sepoltura per milioni di fedeli sciiti.